# Gare de Morières-lès-Avignon
Gare de Morières-lès-Avignon vasútállomás Franciaországban, Morières-lès-Avignon településen.

## Vasútvonalak
Az állomást az alábbi vasútvonalak érintik:
- d’Avignon–Miramas-vasútvonal

## Kapcsolódó állomások
A vasútállomáshoz az alábbi állomások vannak a legközelebb:
- Gare de Montfavet
- Gare de Saint-Saturnin-d’Avignon